# Tarification sociale de l'eau
La tarification sociale de l'eau (ressource vitale) est une tarification plafonnée applicable à une partie du service public ou d'une délégation de service public concernant les « tarifications de l'eau et/ou de l'assainissement ainsi que des systèmes d'aides au paiement de la facture d'eau ».
Là où l'eau potable manque, sa fourniture est un service dont le coût tend à augmenter. Cette augmentation de coût peut être atténuée ou compensée par une tarification dite sociale ; cette dernière vise un accès meilleur et « effectif de tous », y compris les plus démunis à ce services, car considéré comme « service public essentiel » en réponse à un droit à l'eau potable basique et pour tous, alors que dans les années 1990-2000 le nombre d'impayés et de coupures d'eau à la suite de l'incapacité de payer les factures avait beaucoup augmenté en France, comme dans d'autres pays européens, et de l'OCDEamenant les anglophones à créer l'expression de Water poverty 
Ce droit est reconnu en France, confirmé par la loi sur l'eau et les milieux aquatiques (LEMA) votée en 2006 . Elle n'exclut pas un mécanisme de privatisation de la ressource, contrairement à un modèle ancien qui considérait l'eau ou les eaux superficielles courantes (ainsi que l'air) comme un bien commun, accessible à tous. Il peut s'inscrire dans les approches de gouvernance soutenable, et comme l'un des volets sociaux d'une fiscalité environnementale.

## Enjeux
Ils sont sociaux, sanitaires et économiques, car la vie sans eau n’est pas possible. On a en outre constaté des formes d’exclusion et de pauvreté nouvelles ou ressurgissant dans les pays riches (émergence des sans domiciles fixes (SDF), réfugiés ou migrants, pauvreté des jeunes, des mères isolées, de familles monoparentales, victimes d’une précarisation de l’emploi, etc.)
C’est une mesure de protection et de justice sociale qui vise à s’assurer que l'eau potable reste accessible à tous à un prix abordable, parfois classée comme mesure de soutien du revenu et souvent comme mesures tarifaires

## Moyens possibles
Elle peut éventuellement être financée par un système de péréquation ou d’écotaxe. À partir d’un minimum vital, éventuellement gratuit, le prix de l’eau augmente et ceux qui en consomment le plus contribuent à financer le coût de l’accès au minimum pour tous.
Selon les cas, il peut y avoir une aide au revenu ou au règlement des « dettes d’eau », une fourniture de bons d'eau, des promotions tarifaires ou des réductions de prix, etc.).
Un exemple d'aide au revenu pour les usagers pauvres est celui appliqué dans l'approvisionnement et l'assainissement de l'eau au Chili ; il s’agit d’une tarification progressive par tranches, le prix étant par litre plus élevé pour ceux qui en consomment le plus .

Des exemples de tarification progressive par tranches avec une gratuité pour la première tranche (correspondant théoriquement au besoin vital) existent aussi ou sont expérimentés (ex : en Belgique (Flandre), en Afrique du Sud).
Le prix de l’eau peut aussi être différentié selon les usages qu’on fait de l’eau.
Une autre possibilité est « l'interfinancement » qui passe par des tarifs différents selon les différents quartiers, pratiqués en Colombie ou d’une manière proche au niveau national au Portugal (après qu’une enquête faite par le régulateur économique de l'eau portugais) il a été montré que 10,5% de la population a payé plus de 3% de son revenu pour accéder aux services d'eau potable et de traitement des eaux usées. Le régulateur a alors décidé de faire preuve de souplesse concernant les augmentations tarifaires et les solutions tarifaires dans les municipalités où l'accès à l’eau pour les plus pauvres était problématique.

## En France

### Expérimentation pour une tarification sociale de l’eau
En France, l’article 1er de la loi sur l'eau et les milieux aquatiques (LEMA) affirme que « l’usage de l’eau appartient à tous et chaque personne physique, pour son alimentation et son hygiène, a le droit d’accéder à l’eau potable dans des conditions économiquement acceptables par tous ». Toutefois, la tarification de l’eau et de l’assainissement reste strictement encadrée. Jusqu’en décembre 2019, le prix du service public d’eau et d’assainissement devait être identique pour tous les usagers et le budget des services publics compétents équilibré.
L’eau et d’assainissement ne relevant pas d’une compétence nationale mais d’une compétence des collectivités territoriales, il a été jugé préférable de laisser une large place à la subsidiarité et donc de mettre en place une expérimentation pour identifier des solutions adaptées aux différentes situations. Une expérimentation visant à « favoriser l'accès à l'eau et de mettre en œuvre une tarification sociale de l'eau » a donc été instaurée dans le cadre de la loi no 2013-312 du 15 avril 2013 visant à préparer la transition vers un système énergétique sobre et portant diverses dispositions sur la tarification de l'eau et sur les éoliennes, dite loi (dite loi « Brottes ») . Ceci devait permettre d’identifier les solutions les plus pertinentes afin de les proposer à toutes les collectivités de France.
À la suite de la réception des candidatures, le Gouvernement a publié la liste des 50 collectivités autorisées à participer à l’expérimentation pour une tarification sociale de l’eau,. Ces collectivités sont issues de 11 des 13 régions métropolitaines et 3 des 5 départements d’outre-mer (Guyane, Martinique, La Réunion). Elles sont de toute taille et représentent 11 millions d’habitants, depuis une petite commune de 4 500 habitants à un grand syndicat mixte représentant 4,6 millions de personnes.
Cinq ans après la promulgation de la loi « Brottes », la période d’expérimentation devait s’achever le 15 avril 2018, mais seule la moitié des collectivités expérimentatrices avait eu suffisamment de temps pour mettre en place des mesures en faveur de l’accès à l’eau. Il n’était donc pas possible de conclure sur les solutions les plus adaptées. L’expérimentation a donc été prorogée pour les 50 collectivités participantes jusqu’au 15 avril 2021.
En 2019, 33 dispositifs différents ont été expérimentés. Ces dispositifs étaient composés de mesures variées et complémentaires, adaptées au contexte territorial. Parmi les mesures mises en place par les collectivités pour favoriser l’accès à l’eau on compte notamment :
- des aides forfaitaires (allocation eau, chèque eau) ;
- des tarifications sociales de l’eau (modulation de l’abonnement, modulation du prix de l’eau) ;
- des aides pour résorber les impayés ;
- des mesures d’accompagnement (appui aux démarches administratives, conseils pour économiser l’eau).

Le bilan de ces 5 années d’expérimentation est très positif. Si les collectivités participantes ont relevé parfois des difficultés pour identifier les bénéficiaires, l’expérimentation leur a permis de répondre à un réel enjeu, de rencontrer et de tisser de nouveaux liens avec des partenaires du territoire et mieux connaître la population. Ceci confirmait l’importance de laisser aux collectivités la possibilité de mettre en œuvre les mesures de leur son choix pour répondre aux enjeux locaux d’accès à l’eau.

### Ouverture de la tarification sociale de l’eau
Faisant suite à cette expérimentation, la mesure 17 de la première séquence des Assises de l’eau ouvre le principe d’une tarification sociale de l’eau pour toutes les collectivités volontaires.
C’est pour répondre à cet engagement que l’article 15 de la loi no 2019-1461 du 27 décembre 2019 relative à l'engagement dans la vie locale et à la proximité de l'action publique permet à tous les services publics d’eau et d’assainissement de mettre en œuvre des mesures sociales visant à rendre effectif le droit d’accéder à l’eau potable et à l’assainissement dans des conditions économiquement acceptables par tous.
Cet article prévoit notamment pour tous les services publics d’eau et d’assainissement, la possibilité de :
- définir de tarifs tenant compte de la composition ou des revenus du foyer ;
- attribuer des aides financières en faveur de l’accès à l’eau et d’accompagner les bénéficiaires ;
- contribuer au fonds de solidarité pour le logement jusqu’à 2 % des montants hors taxes des redevances d'eau ou d'assainissement perçues ;
- mettre en place une tarification incitative aux économies d'eau.

Respectant le principe de subsidiarité, les collectivités qui participaient à l’expérimentation pour une tarification sociale de l’eau peuvent poursuivre leur dispositif et toutes les autres collectivités de France peuvent mettre en place les mesures en faveur de l’accès à l’eau de leur choix.